# Gottfrid Jansson
Carl Gottfrid Jansson (i riksdagen kallad Jansson i Ljusterö), född 17 oktober 1876 i Kristberg, död 13 oktober 1944 i Ljusterö församling, var en svensk byggmästare och politiker (socialdemokraterna).
Gottfrid Jansson var riksdagsledamot i andra kammaren för Stockholms läns södra valkrets 1920.